# Jiu-jítsu
Jujutsu (em japonês:  柔術, jūjutsu ouvirⓘ), (transl. jū, "suavidade", "brandura", "flexibilidade" e jutsu, "arte", "técnica"), mais conhecido na sua forma ocidental romanizada Jiu-jitsu, ju-jitsu,[a] é uma arte marcial japonesa (Bujutsu), e também um esporte de combate, que utiliza  técnicas de percussão (Atemi-waza)  golpes de projeções (Nage-waza), torções (Kansetsu-waza) e pressões para derrubar e dominar um oponente. Sua origem, como sucede com quase todas as artes marciais antigas, não pode ser apontada com total certeza, o que se sabe por certo é que seu principal ambiente de desenvolvimento e refino foi nas escolas de samurais, a casta guerreira do Japão. Contudo, outros levantam a hipótese de ter origem chinesa através do Shuai Jiao.
A finalidade e o corolário de sua criação residem na constatação de que, no campo de batalha ou durante qualquer enfrentamento, um samurai poderia acabar sem suas espadas ou lanças, daí que ele precisava de um método de defesa desarmada. Nesta cércea, os golpes paulatinamente tenderam para projeções (nage waza) e luxações e torções (kansetsu waza), haja vista que os golpes traumáticos não se mostravam eficazes, pois, no ambiente de luta, os samurais encaminhavam-se às batalhas usando de armaduras. O guerreiro feudal japonês deveria estudar inúmeras modalidades de combate, porquanto deveria estar preparado para quaisquer circunstâncias, sendo obrigado a defender não somente sua vida mas a de seu líder, um daimiô.
O romaji jūjutsu advém dos kanji jū (柔), que quer dizer suave, macio, flexível, adaptável, e jutsu (術), técnica, arte ou ofício. Considerando um contexto marcial, o suave é impróprio a atividade, portanto poderia se considerar o flexível implicando dizer que a arte permite ao usuário se adaptar a qualquer situação com oponente armado ou não. O "suave" deseja evidenciar a superioridade da técnica sobre a força, onde movimentos precisos e rápidos sobrepujam qualquer força muscular e a rigidez que o excesso desta imprime ao corpo.  A despeito de ser reconhecida como utilizadora de técnicas de agarramento, o seu repertório de golpes de controle (gyaku waza) e submissão (katame waza) incluem também golpes traumáticos (ate waza). O que vai dizer quais golpes serão estudados será a escola, ou linhagem, que se aprende.
É um postulado basilar desta arte marcial o emprego da própria força e, quando possível, da força do adversário, em alavancas, que possibilita a um lutador, mesmo com compleição física inferior à do oponente, conseguir vencer. No chão, com as técnicas de estrangulamento e pressão sobre articulações, é possível submeter o adversário fazendo-o desistir da luta (competitivamente), ou (em luta real) fazendo-o desmaiar ou torná-lo incapacitado com a quebra das articulações.
No Brasil, o termo "Jiu-Jitsu" é usado para se referir ao Jiu-jítsu brasileiro, forma desenvolvida a partir do Judô pelas Famílias Gracie e Fadda, e que foca no Ne waza (Luta de chão).
Já os termos Ju-jutsu e Ju-Jitsu são utilizados respectivamente, para designar as escolas não competitivas como Nagashima-Ryu e competitivas como: Hokuto-Ryu, e Seishin Higino Ryu.
Em homenagem ao Mestre José Higino Alves Nunes, introdutor do Ju-Jitsu  no Brasil, entre os anos de 1969 e 1975. Instituiu-se a data de seu nascimento 12 de Agosto, como dia Nacional do Ju-Jitsu.
"12 de Agosto, dia Nacional do Ju-Jitsu"

## História
A denominação "jiu jitsu", é o resultante de um duplo erro: um de tradução devido ao sistema fonético europeu VS sistema fonético Japonês que fez com que jū (柔) jutsu (術) se tornando Ju-Jitsu nos países europeus onde primeiramente migrou. O segundo erro é oriundo do conhecimento imperfeito da escrita Hiragana: a sílaba "Ju" não existe na sua forma pura em japonês, ela é a contração das sílabas "Ji" e "Yu". A junção das duas sílabas formam o jū (柔) e não "Jiu". O "Jiu" é a forma chinesa de pronúncia da mesma escrita e hoje usada para diferenciar o estilo de luta ocidental brasileira "Jiu-jitsu".
Ju-Jutsu, no Japão, foi composto para designar técnicas de combate que envolvem a utilização de armas pequenas e técnicas desarmadas. Nesse contexto, o termo acabou por reunir grande variedade de estilos de combate, que se tinham desenvolvido até aquele momento.
A palavra Ju-Jutsu, historicamente tem seu primeiro registro escrito no século XIV, durante o período Sengoku quando o país vivia um violento período de guerra civil, por outro lado não se pode apontar em qual momento histórico esse processo se iniciou nem qual foi a semente, embora há relatos de lutas ou duelos desde 500 AEC. É aceito, contudo, o fato de que as culturas que entraram em contato intercambiavam elementos e dentro desses elementos estavam as disciplinas marciais. Assim, posto que não formalmente, existiu esse contubérnio porque havia a migração de pessoas, comerciantes, pescadores, agentes diplomáticos etc. Ou, ainda, durante os conflitos e encontros bélicos em que se envolveu o Japão, porque, depois dum embate, vencedores e vencidos, como consequência lógica, buscavam aprender e apropriar-se daqueles métodos eficazes no campo de batalha.
A Índia, China, Mongólia e demais países da região, entraram em conflito, pelo que as artes marciais eram um importante aspecto de suas culturas. De qualquer forma, houve enfrentamentos, tendo como atores forças militares, armadas, a luta desarmada formou-se e não somente composta por golpes traumáticos mas com golpes de arremesso e imobilização, como era o jiaodixi mongol. Na China, no Templo Shaolin, surgia o chuan fa (em chinês:  拳法), isto é, o kung fu (denominação mais comum no Ocidente), como arte marcial mas também esporte e condicionamento físico, que, na verdade, é mais um gênero, pois sob essa denominação coexiste uma grande miríade de estilos variados, que praticam exercícios e golpes também muito variados, como maior ou menor ênfase em determinado conjunto de movimentos ou forma de os aplicar.
Recuando um pouco, há menção de que, entre os séculos III e VIII AEC, uma arte de combate corpo a corpo sabe-se que era praticada na China e essa arte era impregnada de técnicas similares às do jujutsu.
Algumas das habilidades treinadas eram, sem dúvida, golpes de luxação, controle e projeção. Tanto que se desenvolveu uma arte marcial particular, a qinna (ou chin-na), e nesta podem ser encontradas as raízes do que viriam a ser o judô e o Aikidô. Mas o conjunto chamado de qinna era mais propriamente uma das disciplinas marciais que compunham o kung fu de Shaolin, ou seja, esse tipo de golpe era praticado como mais uma das habilidades que os monges deveriam exercitar. Com o tempo, porém, passou a trilhar uma via mais ou menos particular: dependendo de onde se treinava (um mosteiro, por exemplo), o instrutor (ou mestre encarregado) dava maior ou menor a certo currículo, em decorrência de suas experiências pessoais ou dos mestres anteriores.
Certas técnicas e/ou artes marciais parecem ter migrado às terras nipônicas desde Índia e China, principalmente, já em meados do segundo século AEC, sendo adaptadas ao feitio local, com o descarte de movimentos plásticos e, eventualmente, desnecessários, para a compilação de conteúdo mais pragmático e voltado ao resultado eficaz num ambiente de conflito.
No entanto há diferenciações sutis entre o jutsu e as artes chinesas como: o foco e o tipo de movimentação, artes chinesas preferenciam movimentos circulares enquanto artes japonesas preferenciam deslocamentos angulares.
No Japão feudal, que, grosso modo, foi marcado pela predominância de uma classe guerreira, os samurais, seu modo de vida  (Bushido (組討) estabeleceu-se para atribuir a cada classe social uma função típica e essencial para o funcionamento como um todo do sistema, mais ou menos enrijecido.
Deste modo, a sociedade foi organizada tendo como o topo a figura do imperador, que detinha tanto os poderes político e militar quanto a supremacia religiosa, mas, dependendo da época, esse poder militar e consequentemente o político eram assumidos pelo xogum. Em nome desde, e eventualmente do imperador, existiam os daimiôs, os senhores feudais propriamente ditos, e estes controlavam um séquito de samurais. Abaixo destes, quando sem um líder, vinham os Ronin. Sustentando a economia, vinham os camponeses, a grande maioria, que incluía desde os agricultores e pecuaristas aos pescadores e demais pessoas sem posses. Depois, vinham os artesãos que, apesar de fazerem os utensílios e ferramentas usados pelos demais, porque não produziam alimento eram mal vistos. Por fim, vinham os mercadores.
A despeito de sua condição privilegiada, pela qual um samurai não deveria ocupar-se com atividades produtivas, tais como agricultura, mineração ou pastoreio, e seria sustentado por um senhor, e as classes abaixo de si deviam-lhe respeito e deferência no cotidiano, durante os momentos em que não eram necessárias suas habilidades de combate, não lhes era permitido procurar outras atividades que não as próprias de sua classe/condição.
Os guerreiros japoneses viviam para um único propósito: atuar no campo de batalha. Bem assim, praticavam diversas disciplinas: kenjutsu (manuseio de espada - katana), battojutsu (corte com a espada), iaijutsu (saque da espada), kyujutsu (emprego de arco), bojutsu (emprego de bastões), nanginata (emprego da alabarda — naginata), sojutsu (emprego da lança - yari) e a luta desarmada. Entrementes, a luta desarmada não recebia o nome jujutsu ainda, mas se desenvolveu como as demais disciplinas em escolas ou linhagens particulares, conhecidas por koryu ou kobudo.
Nesse meio tempo, as lutas desarmadas (ou que se tornaria o jujutsu) eram identificadas por vários nomes, como torite (捕手), kumiuchi (組討), taijutsu (体術), kogusoku koshinomawari (小具足腰之廻) ou  wajutsu (和術).
O combate corpo a corpo desarmado evoluiu, portanto, como consequência natural de um processo de aperfeiçoamento. Esse movimento repetiu-se em diversas paragens, no Japão e noutros países, tal como sucedeu em Okinawa, onde era praticada uma arte marcial muito próxima em características ao jujutsu, o gotende, que era típica da elite do reino de Ryukyu e conhecida como exclusiva da corte e muitas vezes referida como torite.
O termo jujutsu não foi cunhado senão até o século XVI, quando surgiu o koryu Takenuchi-ryu, reunindo os golpes aplicados com as mãos desnudas, uma arte suave, e para diferenciar das disciplinas consideradas rígidas. Ou seja, além das habilidades com armas, como a katana ou a jitte, que seriam as artes duras ou rígidas, ou kojutsu (固術), que visavam provocar uma ferida cortante, contundente, perfurante etc., dever-se-ia estudar as lutas sem armas, que seriam por sua vez as artes suaves, ou jiu-jítsu, que não buscavam exatamente magoar seriamente o adversário mas subjugá-lo com o menor gasto de energia.

Houve vários fatores que influíram no surgimento da arte. Durante Idade Média, Idade Moderna, quando não havia guerras ou querelas nas quais se necessitava  dos préstimos dos samurais, estes eram vistos ou se sabia de seu envolvimento em confusões e maus hábitos, como a embriaguez. Esse tipo de acontecimento veio tornar-se mais comum e aparente por ocasião do Xogunato Tokugawa, no século XV, quando, após o estabelecimento de um governo central forte, houve um longo período sem disputas maiores. Se os maus comportamentos dos samurais eram tolerados as épocas anteriores, o mesmo não se deu com a aproximação da Idade contemporânea.

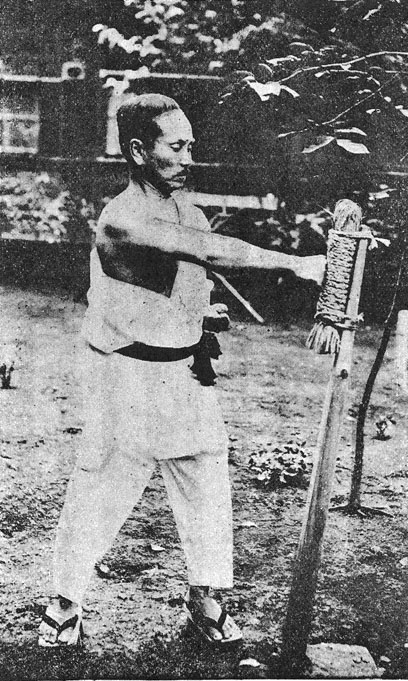
Gichin Funakoshi

Sucedeu, contudo, que sobreveio a Restauração Meiji, pelo que o último shogun perdeu prestígio e poder político-militar e com esse advento todo o modo de vida pretérito, a restarem em posição marginal tudo aquilo que o simbolizava: os samurais desceram na escala social. Os acontecimentos daquele período foram o último catalisador.
Por fim, durante a transição do século XIX ao XX, um mestre de jiu-jitsu com reconhecimento veio a modificar a arte marcial, inserindo e dando maior relevo a princípios filosóficos e pedagógicos: mestre Jigoro Kano criou o que, por motivos políticos, ficou conhecido como judô.
E outro grande mestre, Morihei Ueshiba, reuniu seus conhecimentos de jiu-jítsu, tendo por espeque o estilo Daito-ryu,  e, de modo expletivo, a outras artes marciais e formou uma nova modalidade, o Aikido, que é uma forma de jujutsu bem mais suave que o Judô, com ênfase no controle da energia (ki), conceitos sobre a maneira dessa energia fluir, como dosen e tai sabaki, e projeções focadas mais no próprio adversário.
Ambos os mestres foram alunos de Takeda Sōkaku, criador da Daitō-ryū Aiki-jūjutsu.
Além de evoluir na direção de modalidades neófitas, o ju-jitsu, no começo do século XX, sofreu grande influência do Karate, pelo que notáveis mestres de jiu-jítsu passaram a praticar e estudar profundamente a arte "Okinawense", tornando com o tempo grandes mestres também nas duas vertentes, como foi o caso dos mestres Yasuhiro Konishi e Hironori Otsuka, que criaram respectivamente dois estilos de Karate, Shindo jinen ryu e Wado-ryu, que mesclam aspectos de ambas. Não se pode olvidar ainda que o mestre Gichin Funakoshi, maior divulgador do karate no Japão, ensinou seu estilo no centro Kodokan e, eventualmente, estudou com Jigoro Kano, e até adoptou algumas técnicas de nage waza.

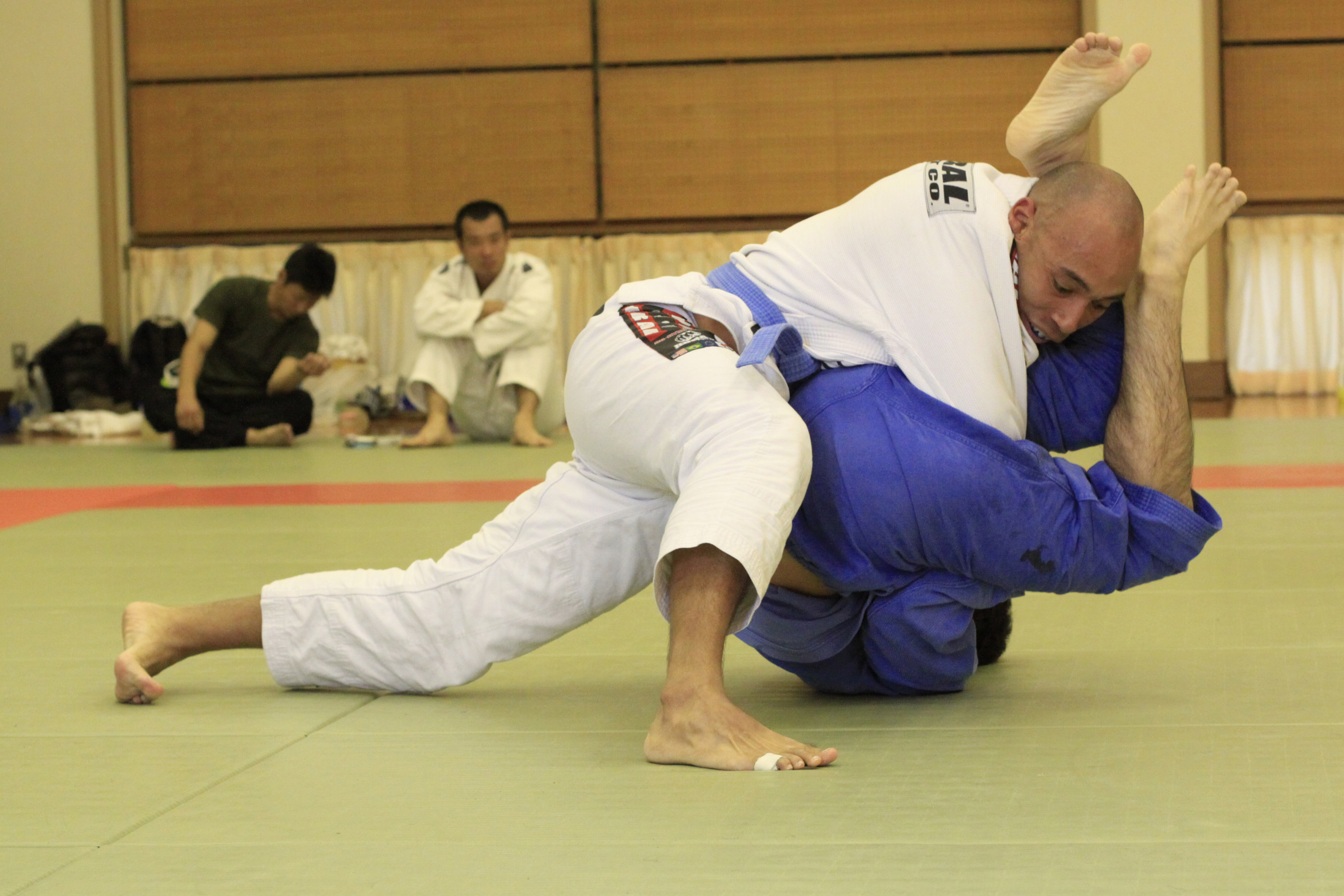
O Suboficial Sergio Esquivel, faixa azul em Jiu-Jitsu e faixa preta de segundo grau no programa de Artes Marciais do Corpo de Fuzileiros Navais, compete contra Fujioka Yu, faixa azul, durante o 8º Campeonato Anual de Jiu-Jitsu do Oeste do Japão

### Origem do Jiu-Jitsu desde os primórdios até a atualidade
Existem diversas histórias que o jiu-jitsu é uma das artes marciais mais antigas do mundo, uma dessas histórias conta que a arte marcial surgiu há mais de 2000 anos, quando os monges budistas eram atacados por bandidos e tribos mongóis, durante as suas caminhadas entre os templos. Como os monges monastérios indianos eram proibidos pela religião de se defender com armas, criaram a arte marcial desenvolvendo uma técnica baseada nos princípios do equilíbrio, do sistema de articulação do corpo e das alavancas, assim evitando o uso da força e de armas para poder se defender dos agressores. Com a expansão do budismo na Ásia, o jiu-jitsu também percorreu o sudeste asiático chegando até a China e depois ao Japão, onde se desenvolveu e se popularizou. No Japão, chamado de ju-jutsu era uma das principais artes marciais praticadas pelos guerreiros samurais que caso em um combate perdessem as suas espadas, usavam o combate corpo a corpo como último recurso. Após vários anos o jiu-jitsu chegou ao Brasil, quando Mitsuyo Maeda, conhecido como "Conde Koma", veio para cá e ensinou Gastão Gracie e seu filho Carlos Gracie, Maeda também ensinou Luiz França, futuro professor de Oswaldo Fadda. O jiu-jitsu se desenvolveu ainda mais no Brasil, após Carlos Gracie ensinar a arte marcial ao seu irmão Hélio Gracie que aprimorou as arte marcial para adaptar as técnicas ao seu corpo franzino.
Em Itália, o jiu-jitsu, ou "luta japonesa", como era designado na época, começou a ser discutido graças a dois suboficiais da Regia Marina, Raffaele Piazzolla e Luigi Moscardelli, que o propuseram pela primeira vez em Roma, em 1908, enfrentando-se numa exposição nos jardins do Quirinale, na presença do régio Emanuele III. Em 1921, foi criada a cadeira de jiu-jitsu na Escola Militar Central de Educação Física de Farnesina, sob a liderança do pioneiro suboficial Carlo Oletti. Em 1923, esta luta japonesa fez a sua aparição no meio desportivo civil, no ginásio Cristóvão Colombo, sempre em Roma. No mesmo ginásio, a 30 de março de 1924, foi constituída a Federação Italiana de Jiu-Jitsu, transformada em 1927 na Federação Ítalo-Japonesa de Luta Livre, sob a presidência de Giacinto Pugliesi. Em 1948, foi constituído o Grupo Autónomo Japonês de Luta Livre (transformado no Grupo Autónomo de Judo em 1951), que foi incorporado na FIAP (Federação Italiana de Halterofilismo), os primeiros passos para a inclusão do judo como desporto olímpico. Depois os caminhos do judo e do jiu-jitsu divergiram do ponto de vista organizacional.
O verdadeiro pioneiro do jiu-jitsu em Itália foi Gino Bianchi (1914-1964), que viajava frequentemente para o Oriente como suboficial da Marinha italiana e cedo se tornou um defensor das tradições orientais e um culto do judo e do jiu-jitsu. Em 1946, Bianchi fundou a OLDJ (Organização da Ligúria para a Promoção do Ju Jitsu), que contava com mais de 5.000 atletas, mestres e apoiantes. Desde então, o método Bianchi foi oficialmente implementado. O aluno de Bianchi foi Rinaldo Orlandi, a quem se deve a divisão moderna do método em 5 sectores de estudo e especialmente a inserção do jiu-jitsu em Itália no CONI através da Federação Italiana de Karaté (1971). A partir de 1984, o jiu-jitsu foi absorvido pela FILPJ (Federação Italiana de Halterofilismo), agora FIJLKAM (Federação Italiana de Judo, karaté de artes marciais), como uma secção do setor do judo, abandonando a expressão agonística e mantendo o estilo estritamente marcial do judo de estudo de defesa pessoal. Na FIJLKAM responsável pela atividade do ju jitsu é uma comissão técnica nacional presidida por Luigi Spagnolo, cujos membros são Giancarlo Bagnulo e Stelvio Sciutto. Atualmente em Itália existem cerca de 8.000 praticantes, enquanto no mundo existem mais de 100.000.

### Brasil

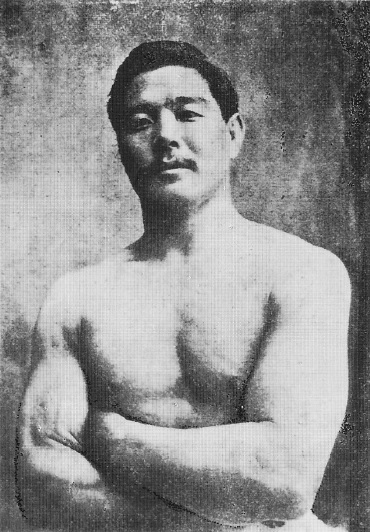
Mitsuyo Maeda

Com o surgimento do judô, o mestre Kano buscou promover seu estilo, que no começo não era reputado como uma arte marcial autônoma. Em 1913, um dos destacados instrutores do centro Kodokan, Mitsuyo Maeda, também conhecido como «Conde Koma», foi enviado ao Brasil em missão diplomática com o objetivo de receber os imigrantes japoneses e fixá-los no país.
Em Belém, o Conde Koma teve entre seus alunos, Carlos Gracie e Luiz França. Carlos foi ensinado em virtude da afinidade entre seu pai, Gastão Gracie, e Maeda. Carlos, por sua vez, ensinou a seus demais irmãos, em especial a Hélio Gracie. Maeda ensinou somente o judô de Jigoro Kano a Carlos, e esse o repassou a Hélio, que era o mais franzino dos Gracies, adaptando-o com grande enfoque no ne waza — técnicas de solo — com o fito de compensar seu biótipo, pelo uso ostensivo do dispositivo de alavanca, dando-lhe a força extra que ele não dispunha. Numa entrevista, Hélio Gracie afirma que "Carlos lutava judô", que "Não 'existe' mais Jiu-Jítsu no Japão, e que os lutadores de Newaza japoneses que praticam MMA hoje em dia são essencialmente Judocas" e finalmente que "Criou o Jiu-Jítsu existente hoje". É certo que o Jujutsu tradicional muito difere do praticado e criado por Hélio e Carlos no Brasil atualmente.
Luiz França, colega de turma de Carlos na escola de Maeda, foi responsável pelo nascimento de outro ramo do jiu-jitsu no país. Além de aprender judô/jiu-jitsu com o Conde Koma, inicialmente treinou com Soishiro Satake em Manaus, concluindo sua formação com Geo Omori, em São Paulo. França fixou-se no Rio de Janeiro, onde ensinou a arte para militares e moradores carentes do subúrbio carioca. Seu mais importante aluno foi Oswaldo Fadda, que posteriormente tornou-se mestre. Na zona Norte da cidade, Fadda  desenvolveu uma escola de jiu-jitsu independente da família Gracie.

### Japão
Atualmente, ainda se pratica o jujutsu' associado aos samurais do antigo Japão. Note-se que, no caso dessa arte tradicional, as palavras ju (flexibilidade, gentil, suave) e jutsu (arte, técnica) são as mesmas do jiu-jítsu mais utilizado para classificar o chamado jiu-jitsu brasileiro, difundido pelos irmãos Gracie. Crê-se que essa vertente tenha sido propagada na Europa por Minoru Mochizuki.
No caso da prática do jujutsu tradicional, a essa são associados disciplinas que usam de armas, como o tanto (faca), o tanbo (bastão), o kubotan ou kashinobo (semelhante a uma caneta), a tonfa (utilizada pelas forças policiais), o bô (bastão comprido) e a katana, entre outros (ver: lista de armas de artes marciais).
Tendo a vertente de defesa pessoal, militar ou policial compreende técnicas de batimento, projeção, imobilização, controle, estrangulamento e reanimação, além de poder ser combinado com as técnicas de massagem terapêutica (shiatsu ou seitai).
A maior diferença entre os estilos tradicional e brasileiro talvez seja o uso de diferentes armas (bukiwaza) e também uma menor utilização da luta no chão no jujutsu tradicional, sendo que esse utiliza também técnicas de controle como o hojojutsu. Nessa arte também as graduações são diferentes, além de um maior vínculo aos usos e tradições japonesas. A ligação ao mestre é muito forte e são utilizadas com muita frequências expressões e nomes japoneses no tocante às técnicas.

## Características

### Técnicas
A arte marcial usa de todo o corpo como instrumento de combate e pretende ainda beneficiar-se do oponente também, utilizando sua energia e seu próprio corpo, por intermédio de projeções, imobilização, contusões etc. Uma teoria, entre a história e a lenda, fala de uma raiz chinesa, posteriormente elaborada por um médico japonês, chamado Shirobei Akiyama, que foi à China estudar medicina e artes marciais. Akiyama começou a pensar num sistema de defesa baseado na "não resistência", depois de ver no caminho, no decorrer de uma tempestade de neve, os ramos de um poderoso carvalho cederem sob o peso da neve, enquanto os ramos flexíveis de um salgueiro se curvavam sem se partirem, descarregando a força do peso acumulado. Akiyama assimilou e adaptou as técnicas de luta das escolas chinesas e mais tarde fundou a escola Yoshin Ryu. O ju-jitsu começou a desenvolver-se no final da era Sengoki e a sua popularidade cresceu durante os períodos Kanei, Munnji e Kandu (1624-1673).. Desenvolvendo-se tanto como arte marcial como forma de prática e cultura física e mental, o jiu-jitsu, entre 1604 e 1867, chegou a incluir cerca de 160 estilos. Entre as escolas (ryu) mais conhecidas, para além das já referidas Yoshin Ryu, Araki Ryu, Tenjin Shinyo Ryu, Muso Jiken Ryu, Kito Ryu e Katori Shinto Ryu..
Uma característica fundamental é a necessidade de domínio e equilíbrio do corpo. Acredita-se, segundo reza a lenda, que essa concepção surgiu a partir da observação de um médico japonês, Shirobei Akiyama, que percebeu que os galhos mais fortes de uma árvore não suportam o peso da neve por muito tempo, ao contrário dos galhos mais fracos e finos, que por serem flexíveis fazem com que a neve escorra, a partir dessa análise o medico formulou mais de trezentos golpes.

### Graduação
Os estilos tradicionais (melhor dizendo, kobudo) adoptam o sistema menkyo e as escolas modernas, o sistema Kyu Dan criado pelo mestre Jigoro Kano, composto de faixas coloridas (Obi), que segue a seguinte ordem:

## Herança e filosofia
A cultura e a religião japonesas tornaram-se entrelaçadas nas artes marciais. Budismo, Xintoísmo, Taoísmo e Filosofia confucionista coexistem no Japão, e as pessoas geralmente se misturam e combinam para se adequar. Isso reflete a variedade de perspectivas que se encontra nas diferentes escolas.
Jiu-Jitsu expressa a filosofia de ceder à força de um oponente em vez de tentar opor-se à força com força. Manipular o ataque de um oponente usando sua força e direção permite ao jiujiteiro (jujutsuka) que controle o equilíbrio de seu adversário e, portanto, evite que o adversário resista ao contra-ataque.